# ژان فیه‌وه
ژان فیه‌وه (فرانسوی: Jean Fievez‎؛ ۳۰ نوامبر ۱۹۱۰ – ۱۸ مارس ۱۹۹۷) بازیکن فوتبال اهل بلژیک بود.
وی همچنین در تیم ملی فوتبال بلژیک بازی کرده‌است.